# Amalberga
Amalberga – imię żeńskie pochodzenia germańskiego. Powstało ono ze staro-wysoko-niemieckich słów amal – "dzielna" oraz burg o znaczeniu "ochraniać, chronić".
Amalberga imieniny obchodzi 10 lipca.
Imię Amelia i Amalia mogło powstać przez skrócenie tego imienia lub innych z pierwszym członem Amal-.
Święte: Amalberga z Maubeuge i Amalberga z Temse znane są na Zachodzie również jako Amelie, stąd można się spotkać z przypisywaniem dacie wspomnienia obu wymienionych św. Amalberg (10 lipca) imienin Amelii.
Źródła
- Amalberga na DEON.pl (SJ i Wydawnictwo WAM)